# Harry Ransom Center

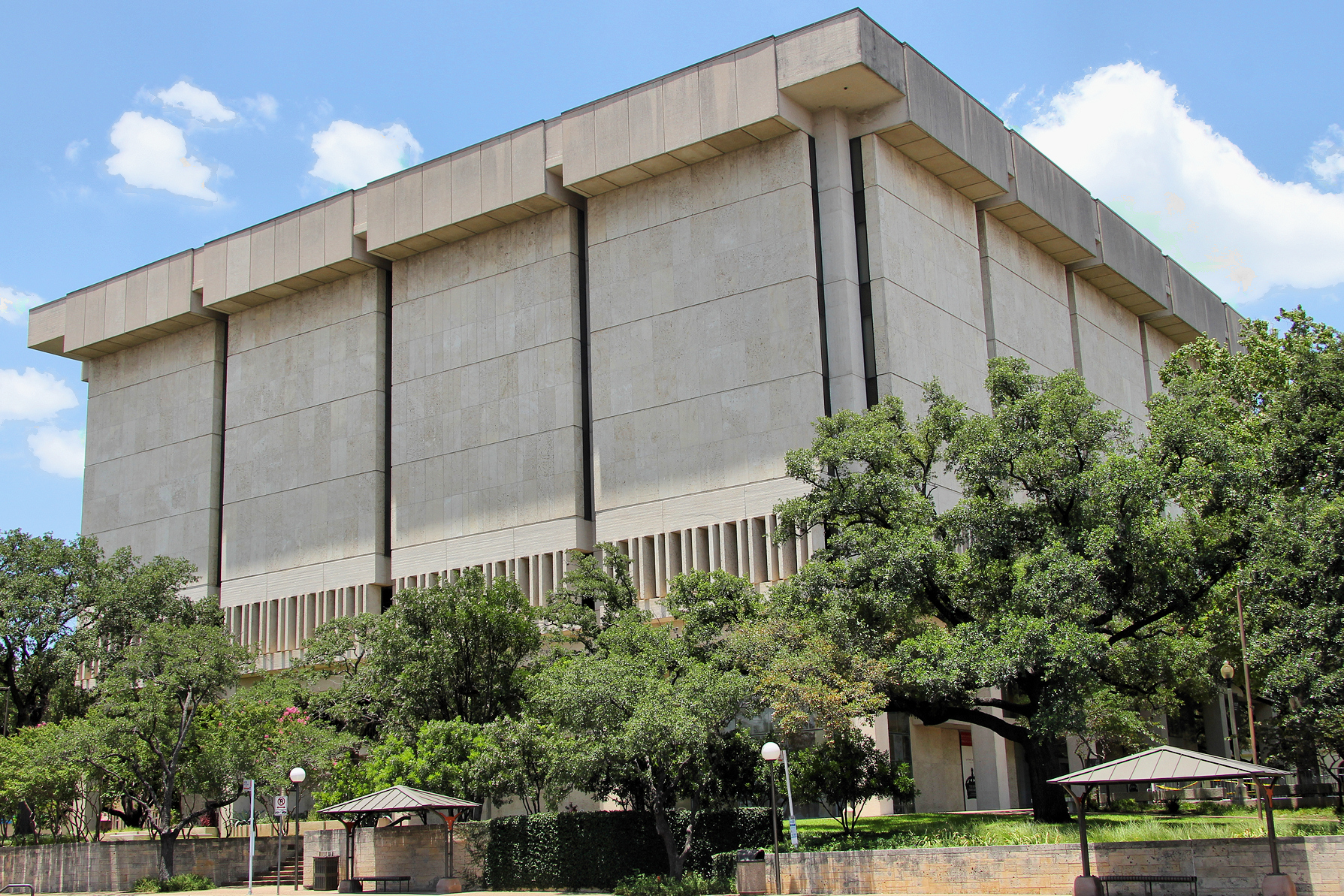
Das Harry Ransom Center im Jahr 2012.

Das Harry Ransom Center ist ein geisteswissenschaftliches Zentrum der University of Texas at Austin und vereinigt in sich die Funktionen eines Archivs, einer Bibliothek und eines Museums. Es wurde 1957 als Humanities Research Center gegründet und 1983 zur Würdigung des an seiner Gründung beteiligten Fakultätsmitglieds und Präsidenten der Universität Harry Huntt Ransom umbenannt. Der Schwerpunkt der Sammlung liegt auf Schriften und kulturellen Objekten aus Amerika und Europa. Sie umfasst rund eine Million Bücher, 42 Millionen Manuskripte, fünf Millionen Photographien und 100.000 Kunstwerke. Zu den Höhepunkten der Sammlung gehören eine der zwanzig vollständig überlieferten Gutenberg-Bibeln, das Archiv von Robert De Niro, Manuskripte von Doris Lessing und Gabriel García Márquez, Frida Kahlos Selbstporträt mit Dornenkette und Kolibri, Schriftstücke Albert Einsteins und die Gernsheim Collection von Photographien einschließlich der ersten überhaupt angefertigten Photographie Blick aus dem Arbeitszimmer von Le Gras.

## Geschichte
Das Harry Ransom Center wurde 1957 vom Englischprofessor und späteren Präsidenten der University of Texas at Austin, Harry Huntt Ransom als Humanities Research Center gegründet. Ransom ging davon aus, dass eine umfangreiche Bibliothek als Basis für eine gute Universität benötigt wurde, und widmete sich im Verlauf seiner Karriere dem Ausbau der Sammlungen. Das Zentrum baute dabei auf den privaten Bibliothek auf, welche die Universität in den vorherigen Jahrzehnten angekauft hatte. So hatte bereits 1917 der Englischprofessor Reginald H. Griffith George W. Littlefield aus der Universitätsverwaltung überzeugt, die von John Henry Wrenn zusammengetragene Bibliothek von 6000 seltenen Büchern, die meist von englischen und amerikanischen Autoren des 17. und 18. Jahrhunderts verfasst worden waren. 1921 folgte der Ankauf der Bibliothek von George A. Aitken; 1925 der der Miriam Luchter Start aus Orange, TX., die unter anderem alle vier Folio-Erstausgaben von William Shakespeare sowie weitere Manuskripte und Erstausgaben von Autoren der Romantik umfasste. In dieser verwaltete Fannie Ratchford die Sammlungen der Universität, die zunächst in der Alten Bibliothek - heute die Battle Hall der University of Texas, Austin -, dann in der Bibliothek für seltene Bücher im Hauptgebäude der Universität untergebracht war.
1952 umfasste die Sammlung bereits eine Million Bände und wuchs in der Folge unter der Leitung Ransoms in den folgenden Jahren schnell an. 1956 entwarf er in einem Vortrag für die Philosophical Society of Texas seine Vision eines geisteswissenschaftlichen Zentrums in Austin, die über eine bloße Sammlung von Büchern hinausging und damit den traditionellen Fokus von Forschungsbibliotheken erweiterte. Er schlug vor, „that there be established somewhere in Texas—let’s say in the capital city—a center of our cultural compass, a research center to be the Bibliothèque Nationale of the only state that started out as an independent nation.“ Sowohl von Seite des Staates als auch von Seiten der Universität, die dazu Teile ihrer Einkünfte aus der Erdöl-Förderung aufwendete, wurden in der Folge finanzielle Mittel bereitgestellt. Der späte Aufbau der Bibliothek der University of Texas at Austin ließ es aus Ransoms Sicht nicht zu, eine umfangreiche Sammlung alter Bücher aufzubauen wie sie zu anderen Universitäten gehörte, weshalb er den Schwerpunkt auf moderne englische und amerikanische Literatur legte und auch lebende Autoren sammelte. Da dieses Marktsegment vergleichsweise gering entwickelt war, gelang es Ransom die Sammlung günstig und umfangreich zu erweitern, wobei er zudem verstärkt Manuskripte statt alter Bücher erwarb und vollständige Archive gegenüber einzelnen Manuskripten bevorzugte. Diese Ausrichtung fiel mit dem stetig wachsenden akademischen Interesse an moderner Literatur zusammen. 1958 gelangen Ransom mehrere bedeutende Erwerbungen: So kaufte er die Bibliothek von Erward Alexander Parson an, die 40.000 Bände und 8000 Manuskripte umfasste und ihre Stärken im Bereich der Amerikana, Klassiker, Bibeln, Reiseliteratur sowie Drucke und Einbände hat. Sie bildete eine solide Grundlage für den Aufbau einer profilierten Forschungsbibliothek. Im selben Jahr erwarb er die Bibliothek von T. Edward Hanley, die unter anderem Manuskripte von Samuel Beckett, James Joyce, D. H. Lawrence, Dylan Thomas und George Bernard Shaw umfasste. Dieser Ankauf zeigte die zukünftige Richtung der Bemühungen Ransoms auf. Er erweiterte das Profil der Sammlung zudem in Richtung von Photographie, darstellender und bildender Kunst. Trotz seiner starken Verbindung zum Humanities Research Center war Ransom nur in den Jahren 1958 bis 1961 dessen Direktor, blieb dessen weiterer Entwicklung aber eng verbunden. Das finanzielle Engagement des Humanities Research Centers trieb in der Folge die Preise im Archivmarkt in die Höhe und löste bei Autoren und Autorinnen die Erwartung aus, für ihre Archive Geld zu erhalten während diese zuvor oftmals gestiftet worden waren.
Von 1961 bis 1976 leitete F. Warren Roberts das Center, der ein Schützling Ransoms war und es ganz in dessen Sinne weiterführte. Er sammelte weiterhin breit im Feld der Geisteswissenschaften und erwarb unter anderem die Archive vieler Schriftsteller, darunter D. H. Lawrence, John Steinbeck und Evelyn Waugh. 1963 erwarb Roberts die Gernsheim Collection für das Humanities Research Center, welche die photographische Sammlung begründete. Im Jahr 1968 folgte dann der Erwerb der Sammlung Carlton Lake, die eine der besten Forschungssammlungen zu moderner französischer Literatur, Musik und Kunst des 20. Jahrhunderts außerhalb von Paris darstellt. 1971 musste Ransom als Kanzler der Universität zurücktreten, nachdem die hohen Ausgaben für das Humanities Research Center in die Kritik geraten waren. In der Folge kam es zu einer bis 1988 andauernden Phase vergleichsweisen Stillstandes.
Im Jahr 1972 bezog das Humanities Research Center seinen heutigen Standort an der Ecke 21st und Guadalupe Street. Nach seinem Tod 1976 wurde in Andenken an Ransom 1978 die Gutenberg-Bibel erworben. 1983 folgte die Umbenennung in Harry Ransom Center, um ihn als dessen Gründer zu ehren.
Nachdem Roberts 1976 in den Ruhestand ging übernahmen der Bibliothekar John Payne und der Kurator Carlton Lake kommissarisch die Leitung des Centers. Erst 1980 wurde Decherd Turner als neuer Direktor berufen und hatte diese Rolle bis 1988 inne. Er fokussierte sich auf die Einrichtung einer renommierten Konservierungsabteilung und stärkte den Bestand seltener Bücher, den er unter anderem mit dem Kauf der Bibliothek von Robert Lee Wolff um einen bedeutenden Bestand zur fiktionalen Literatur des 19. Jahrhunderts erweiterte. Die bedeutendste Erwerbung dieser Zeit war jedoch die Erwerbung der Bibliothek von Carl H. Prfozheimer, die frühe englische Literatur unter anderem von Elisabeth I., John Locke, John Milton und William Shakespeare sowie Erstausgaben der meisten bedeutenden Schriftsteller zwischen 1475 und 1700 umfasst. Mit dem Ankauf der Bibliothek des Giorgio Uzielli gelangten Aldinen in die Sammlung des Centers. Neben diesen Ankäufen, welche die Bestände zur Frühen Neuzeit erweiterten, wuchsen auch die Bestände der Abteilung für Film und darstellende Kunst. So gelangten die Archive von David O. Selznick, Gloria Swanson und Ernst Lehman in das Harry Ransom Center. Roberts erwarb auch das Archiv der Londoner Kostümfirma B. J. Simmons & Co, womit 20.000 Designs von den 1880er- und 1960er-Jahren in die Sammlung gelangten.
Die Berufung von Thomas F. Staley zum Direktor im Jahr 1988 leitete eine 25-jährige Phase rapiden Wachstums der Bestände ein. Unter seiner Leitung wurden mehr als 100 Schriftstellerarchive erworben, darunter Doris Lessing, David Foster Wallace, Don DeLillo, Jayne Anne Phillips und Norman Mailer. Mit den Archiven von Tom Stoppard, Arnold Wesker, John Osborne und David Hare baute Staley die bedeutendste Sammlung zum britischen Theater nach 1945 auf. Dieses Vorgehen stieß in Großbritannien auf öffentliche Kritik, da die Abwanderung des kulturellen Erbes des eigenen Landes nach Amerika befürchtet wurde. Die Ankäufe des Harry Ransom Centers führten dazu, dass die Regeln für Ankäufe durch den National Lottery Heritage Fund so verändert wurden, dass nach nur noch zehn statt bis dahin zwanzig Jahren solche Materialien mit öffentlichem Geld angekauft werden können. Diese Änderung konnte jedoch die Abwanderung weiterer Bestände nicht verhindern. Weitere Schwerpunkte der Aktivitäten Staleys waren jüdischer Schriftsteller sowie englischsprachige Autoren aus Afrika. Jenseits der Literatur stärkte er die Sammlung mit den Archiven von Robert De Niro und David Douglas Duncan sowie den Watergate Papers von Carl Bernstein und Bob Woodward.
Daneben baute Staley auch das Stiftungsvermögen des Centers von einer Million Dollar auf über dreißig Millionen Dollar massiv aus. Damit finanzierte er unter anderem Fellowship-Programme für Forschende. Zudem wurde das Harry Ransom Center unter seiner Führung 2003 für 14,5 Millionen Dollar renoviert und um eine Ausstellungshalle, einen Vortragssaal und einen neuen Lesesaal erweitert. Neben diesen Baumaßnahmen wurde das öffentliche Programm des Centers deutlich erweitert. Auf Staley folgte 2013 Stephen Enniss als Direktor. 2014 erwarb er das Archiv von Gabriel García Márquez und erweiterte damit die traditionellen Sammlungsschwerpunkte hin zur lateinamerikanischen Literatur. Er bemühte sich um mehr Transparenz der Institution, etwa durch die Veröffentlichung eines Jahresberichts am dem Jahr 2015. Zugleich kämpfte er dafür, die gezahlten Preise für Ankäufe nicht öffentlich machen zu müssen. Zudem setzte er einen Fokus auf digitale Materialien.

## Sammlung

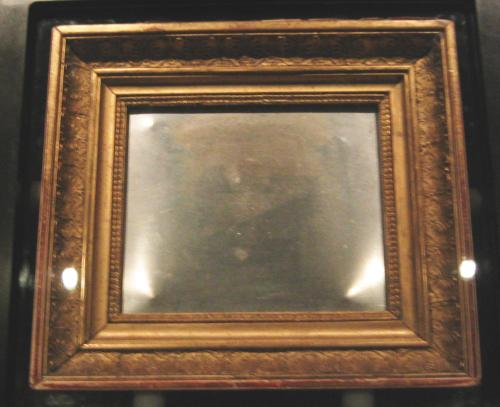
Joseph Nicéphore Niépce, Blick aus dem Arbeitszimmer von Le Gras, Heliographie auf Zinn, 16,7 × 20,3 × 0,15 cm, 1827. Das Photo wird permanent in der Lobby des Harry Ransom Centers ausgestellt.

Die Sammlung des Harry Ransom Centers umfasst rund eine Million Bücher, 42 Millionen Manuskripte, fünf Millionen Photographien und 100.000 Kunstwerke. Besondere Schwerpunkte bilden dabei die Bereiche moderne Literatur, darstellende Künste und Photographie. Die beiden herausragendsten Objekte sind dabei eine der zwanzig vollständig überlieferten Gutenberg-Bibeln und mit Blick aus dem Arbeitszimmer von Le Gras von Joseph Nicéphore Niépce die erste erfolgreich aufgenommene und erhaltene Photographie der Welt. Sie werden in der Lobby des Harry Ransom Centers permanent der Öffentlichkeit präsentiert.
Der Sammlungsbereich Literatur umfasst herausragende Stücke wie drei Exemplare von Shakespeares Folio aus dem Jahr 1623, der ersten Gesamtausgabe seines Schaffens, eine Erstausgabe der Lusiaden von Luís de Camões aus dem Jahr 1572 oder ein Exemplar der kassierten ersten Ausgabe von Lewis Carrolls Alice im Wunderland aus dem Jahr 1865, von der weltweit nur 23 Exemplare überliefert sind. Auch der Schreibtisch von Edgar Allan Poe befindet sich in der Sammlung. Zum Bestand des Ransom Centers gehören darüber hinaus die persönlichen Bibliotheken von Autoren und Autorinnen wie Gabriel García Márquez, Alice Corbin Henderson, Ezra Pound und Evelyn Waugh. Die Sammlung der Manuskripte umfasst unter anderem die Archive von George Atherton Aitken, Julia Alvarez, Julian Barnes, Marthe Bibesco, Elizabeth Bowen, T. C. Boyle, Lewis Carroll, J. M. Coetzee, Billy Collins, Aleister Crowley, Don DeLillo, Gabriel García Márquez, Erle Stanley Gardner, Graham Greene, Kazuo Ishiguro, James Joyce, D. H. Lawrence, T. E. Lawrence, Doris Lessing, Norman Mailer, Carson McCullers, Ian McEwan, Brian Moore, Anne Sexton, David Foster Wallace und T.H. White. Das Archiv des Verlags Alfred A. Knopf, Inc. befindet sich ebenfalls im Ransom Center.

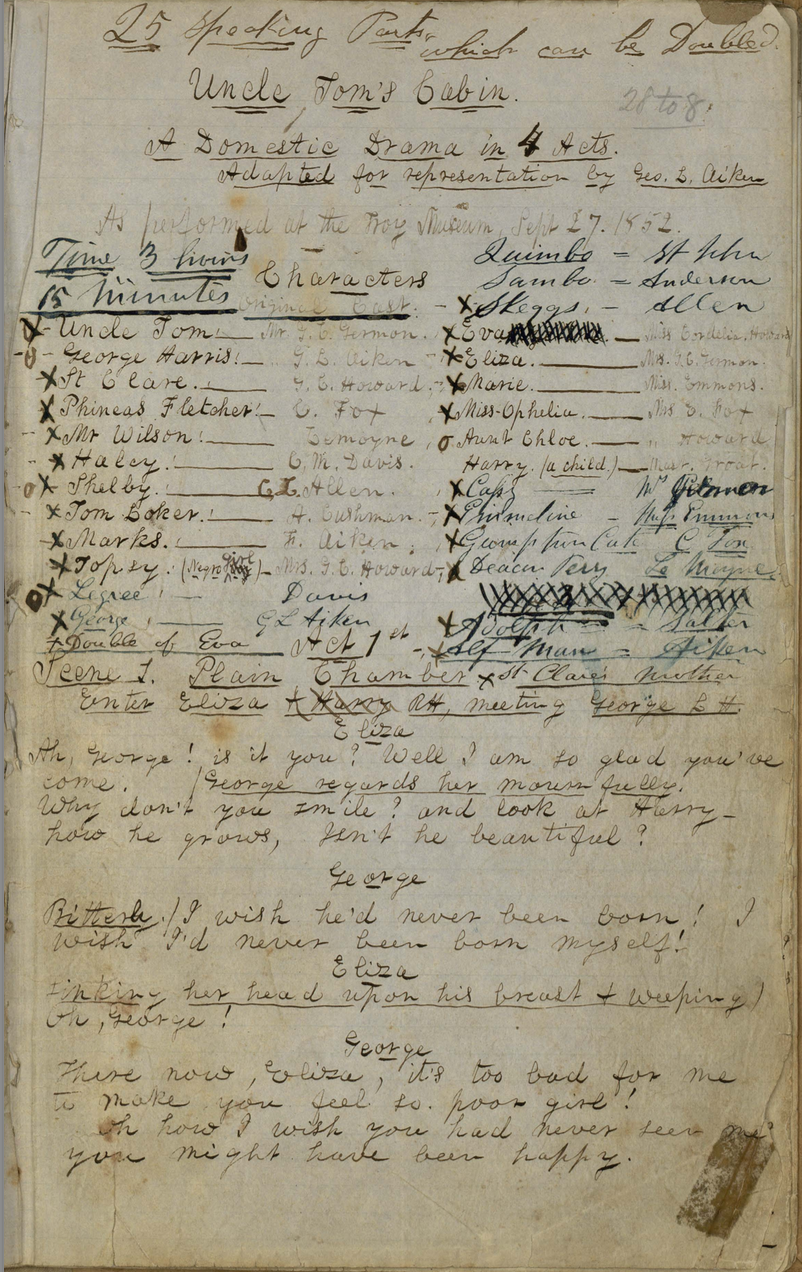
Erste Seite des 1852 von George Aiken verfassten Manuskripts für seine Bühnenadaption von Onkel Toms Hütte, die im Peale’s Troy Museum erstaufgeführt wurde. Das Manuskript gehört zur George C. Howard and Family Collection im Harry Ransom Center.

Die Sammlung zum Theater und den darstellenden Künsten umfasst unter anderem die Archive von Stella Adler, Frith Banbury, Sebastian Barry, Samuel Beckett, Paul Bowles, Richard Buckle, Edward Gordon Craig, T. S. Eliot, Harry Frazee, Spalding Gray, David Hare, Lillian Hellman, Harry Houdini, Anne Jackson, Adrienne Kennedy, David Mamet, Terrence McNally, Arthur Miller, John Osborne, Peter O’Toole, J. B. Priestley, James Purdy, James Roose-Evans, George Bernard Shaw, Sam Shepard, Tom Stoppard, Jule Styne, Laurette Taylor, Eli Wallach, Jerome Weidman, Arnold Wesker, Tennessee Williams, Sandy Wilson und Audrey Wood sowie von B. J. Simmons & Co., der Theatre Guild und dem College of Fellows of the American Theatre. Darüber hinaus gehört dem Ransom Center eine Sammlung historischer Porträtaufnahmen von Schauspielern und Schauspielerinnen sowie Tänzern und Tänzerinnen des 19. und 20. Jahrhunderts, ergänzt um Produktions-Aufnahmen von Persönlichkeiten wie Joseph Abeles, Leo Friedman, Fred Fehl und Bob Golby und die Design-Archive von Norman Bel Geddes, Gordon Conway, Eldon Elder und Boris Aronson. Die Kostümsammlung umfasst unter anderen Kostüme der Balletttruppe Ballets Russes sowie die Kostüme und das Bühnendesign Pablo Picassos für das Ballett Der Dreispitz. Zu diesem Sammlungsbereich zählt auch das Manuskript für Georg Friedrich Händels Coronation Anthems aus dem Jahr 1730.
Die Sammlung zum Bereich Film und Fernsehen umfasst unter anderem die Archive von Robert De Niro, David O. Selznick, Nicholas Ray, Edward Carrick, Alfred Junge, Jay Presson Allen, Lewis Allen, Ernest Lehman, King Vidor, Tobe Hooper und Gloria Swanson. Bedeutende Einzelstücke aus dieser Sammlung sind etwa Kostüme, Drehbuchentwürfe und Storyboards sowie Castingmaterial für Vom Winde verweht und die von Gloria Swanson getragene Sonnenbrille aus dem Film Sunset Boulevard aus dem Jahr 1950. Ebenso befindet sich eine umfangreiche Sammlung von Material zur Fernsehserie Mad Men im Harry Ransom Center, die von Matthew Weiner und dem Studio Lionsgate gestiftet wurden.
Unter den 100.000 Kunstwerken in der Sammlung des Harry Ransom Centers ragen unter anderen die beiden Gemälde Selbstporträt mit Dornenkette und Kolibri und Stillleben mit Papagei und Früchten von Frida Kahlo sowie der komplette Graphikzyklus Suite Vollard von Pablo Picasso aus den Jahren 1930–1937 heraus. Daneben besitzt es eine in Stein geschnitzte und mit nun abgeriebenen Blattgold verzierte Statue einer Wölfin von Eric Gill, dem Erfinder des Schrifttypes Gill Sans. Zur Sammlung gehören zudem zahlreiche künstlerische Werke von Schriftstellern und Schriftstellerinnen sowie deren Porträts in verschiedenen Medien.
Zur historischen Sammlung gehören ein Exemplar des ersten Erdglobus von Gerhard Mercator aus dem Jahr 1541 sowie die Sammlung von Karten aus dem 16. und 17. Jahrhundert, die von Hans P. Kraus zusammengetragen wurde. Daneben besitzt das Harry Ransom Center eine offizielle Erklärung von Napoleon Bonaparte und die Liebesbriefe von Maximilian I., Kaiser von Mexiko, und seiner Frau Charlotte von Belgien. 2003 wurden die Unterlagen von Bob Woodward und Carl Bernstein zur Watergate-Affäre für fünf Millionen Dollar für die Sammlung erworben.